# 鹿屬
鹿属（學名：Cervus）是鹿科中的一个属，主要包括以下各种：
- 欧洲马鹿（赤鹿） Cervus elaphus
- 加拿大馬鹿（白臀鹿） Cervus canadensis
- 梅花鹿 （森林麋鹿）Cervus nippon
- 白唇鹿 Cervus albirostris
- 坡鹿 Cervus eldii